# South Park (17.ª temporada)
A décima sétima temporada da série de desenho animado South Park estreou na Comedy Central em 25 de setembro de 2013 e terminou em 11 dezembro de 2013.

## Produção
A temporada é composta por 10 episódios, como criadores da série Trey Parker e Matt Stone decidiram fazer uma escala sem interrupções, diferente das anteriores, onde havia duas partes com sete episódios, como tinha sido o formato desde a oitava temporada. Além de Parker, que escreveu e dirigiu todos os episódios, nesta temporada, há a presença de escritores adicionais, um dos quais é ex membro do elenco de Saturday Night Live, Bill Hader, que começou a trabalhar em tempo integral no show.
Devido a uma falha de energia no estúdio, o episódio 4 ("Goth Kids 3: Dawn of the Posers"). Perdeu o prazo e foi ao ar uma semana mais tarde do que o previsto.